# Plaza Pequeña de la Ciudad Vieja (Praga)

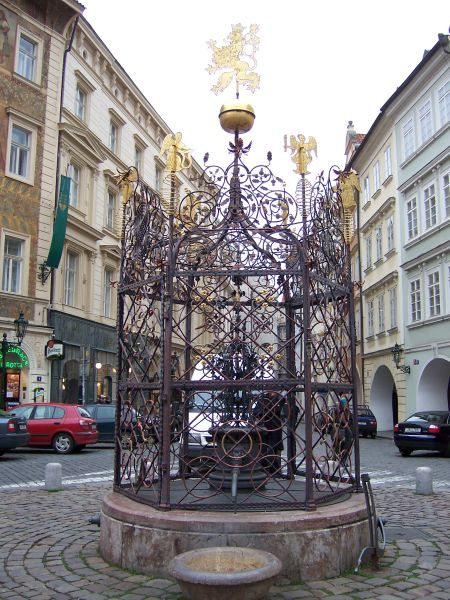
Fuente en la Plaza Pequeña.

La Pequeña Plaza (en checo: Malé náměstí) es una plaza de forma triangular ubicada en la Ciudad Vieja de Praga cercana a la Plaza de la Ciudad Vieja y a la Plaza de Franz Kafka.
Está rodeada de casas výstavným entre las cuales se destaca la casa Rott, una famosa antigua ferretería, la cual se encuentra ubicada en el lado oeste de la plaza. En el lado este de la plaza hay arcadas de revestimiento mientras que en el centro de la misma se encuentra una fuente Výstavná con barras de hierro forjado.
En 1882 se estableció la primera central telefónica en la casa Ritcher, la cual operó hasta 1902. En 1887 funcionó una estación del primer sistema postal neumático de Praga.
Entre otras casa destacadas también se encuentran (El León Blanco (U Bílého lva), Los Lirios Dorados (U Zlaté lilie) y El Caballo Negro (U Černého koníčka).
- Datos: Q3509534
- Multimedia: Malé náměstí (Prague) / Q3509534